# 279e Infanteriedivisie (Duitsland)
De Duitse 279e Infanteriedivisie (Duits: 279. Infanterie-Division) was een Duitse infanteriedivisie tijdens de Tweede Wereldoorlog. De divisie werd opgericht op 22 mei 1940. De eenheid deed in haar korte bestaan dienst in Duitsland.
Op 1 juli 1940 werd de divisie, die onder leiding stond van Herbert Stimmel, na de overgave van Frankrijk ontbonden. 

## Samenstelling
- Infanterie-Regiment 550
- Infanterie-Regiment 551
- Infanterie-Regiment 552
- Artillerie-Regiment 279
- Pionier-Kompanie 279
- Panzerjäger-Kompanie 279
- Nachrichten-Kompanie 279